# Filippo IV di Spagna
Filippo IV di Spagna (in spagnolo Felipe IV; Valladolid, 8 aprile 1605 – Madrid, 17 settembre 1665), anche detto Filippo il Grande (Felipe el Grande), o Il Re Pianeta (El rey Planeta), fu re di Spagna dal 1621 fino alla morte, sovrano dei Paesi Bassi spagnoli nonché re del Portogallo e di Algarve come Filippo III (in portoghese Filipe III) fino al 1640.
All'alba della sua morte nel 1665, l'impero spagnolo aveva raggiunto il suo zenit territoriale raggiungendo la ragguardevole dimensione di 12,2 milioni di chilometri quadrati, ma d'altro canto esso si trovava in declino, processo che l'incostanza di Filippo e le mancate riforme della politica interna e di quella militare contribuirono a far peggiorare.

## Biografia

### Giovinezza e primo matrimonio
Filippo IV nacque a Valladolid, figlio primogenito di Filippo III e di sua moglie, Margherita d'Austria-Stiria. All'età di 10 anni egli sposò Elisabetta di Francia nel 1615, anche se questa relazione fu solo di facciata e predisposta dalla politica dell'epoca; qualche storico giunse persino a suggerire che l'Olivares, suo ministro chiave, giunse poi deliberatamente a tenere separati i due per mantenere la sua influenza personale sul re, incoraggiando invece Filippo ad avere diverse amanti. Elisabetta riuscì con altri nobili a cospirare affinché l'Olivares venisse rimosso da corte nel 1643 e per un breve periodo fu ella a poter esercitare una considerevole influenza su Filippo anche se continuò ad essere osteggiata dal successore dell'Olivares, de Haro. e soprattutto morì poco dopo (1644).
Filippo ebbe sette figli, ma il suo unico maschio avuto da Elisabetta, Baldassarre Carlo, morì all'età di sedici anni nel 1646. La morte di suo figlio scosse profondamente il re che si era dimostrato un ottimo padre.

### Secondo matrimonio
Filippo si risposò dopo la morte della prima moglie nel 1646 e la scelta ricadde questa volta su Marianna d'Austria, sua nipote e figlia di Ferdinando II d'Asburgo, donna che seppe guidare la politica di Filippo e nel contempo rafforzare il suo legame con l'Austria. Marianna ebbe sei gravidanze, ma sfortunatamente riuscì a mettere al mondo solo una bambina, Margherita Teresa, poi nacque il principe Filippo, che morì in tenera età, e infine il futuro Carlo II di Spagna nel 1661 (il quale era continuamente malato e in pericolo di vita, il che rendeva la sua successione incerta).

### Personalità
La percezione storica della personalità di Filippo mutò considerevolmente a seconda delle epoche. Gli autori vittoriani erano inclini a dipingere Filippo come un debole individualista, che delegava eccessivamente gli affari di governo ai suoi ministri e regnante su una debosciata corte barocca. La stima degli storici verso Filippo IV migliorò considerevolmente durante il XX secolo, facendo dei paragoni tra il regno di Filippo e quello di suo padre, spingendo molti a ritenerlo più ricco di energia fisica e mentale del genitore.

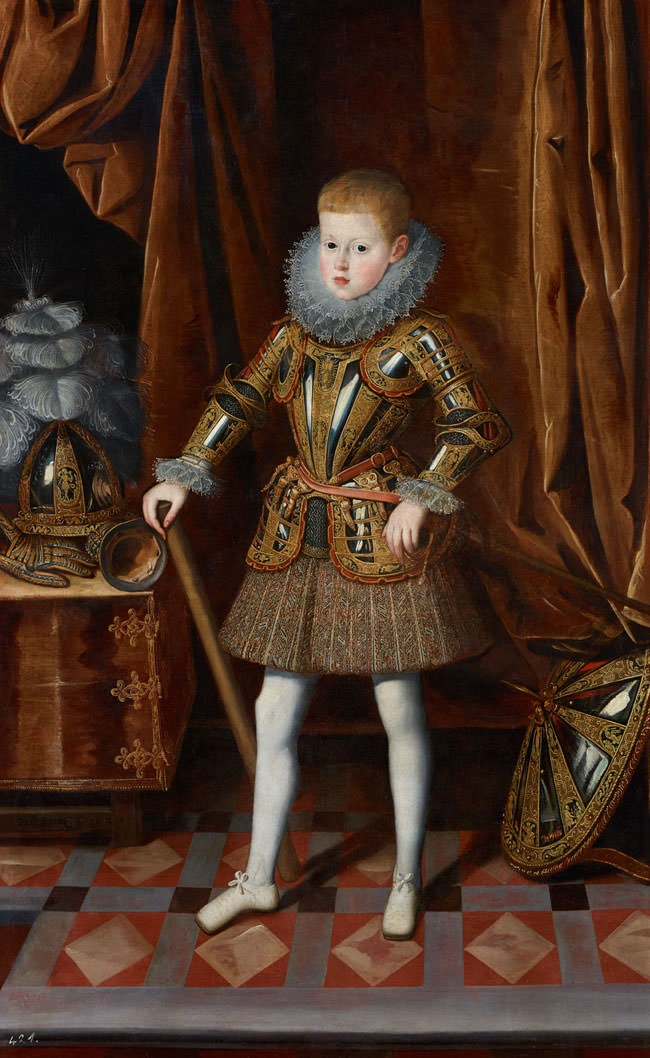
Ritratto del Principe delle Asturie Filippo d'Asburgo, (Opera di Bartolomé González y Serrano e conservata presso il Monastero dell'Escorial)

Filippo venne idealizzato dai suoi stessi contemporanei come un modello di regnante barocco. Egli manteneva una rigida solennità esterna, molti degli ambasciatori stranieri alla corte di Madrid descrivevano Filippo come piuttosto impassibile in pubblico, come una statua, ed esagerando dicevano di averlo visto ridere solo tre volte in tutta la sua vita. Filippo certamente aveva un forte senso della "dignità regale", ma era anche fortemente costretto dalla figura imperante del conte-duca di Olivares. Filippo era un ottimo cavallerizzo, abile cacciatore e devoto sostenitore della tauromachia, attività che ebbero sempre un ruolo centrale nella sua vita pubblica di corte durante il suo regno.
Nella vita privata Filippo viene descritto come una persona con un certo senso dello humour e del divertimento soprattutto in gioventù. Egli frequentò l'Università di Madrid, dando vita ai saloni letterari spagnoli, animando la letteratura e la poesia contemporanea con il suo tocco umoristico e scanzonato. Bravo attore, egli spesso si trovò a contestare ai contemporanei l'eccessiva frivolezza degli intrattenimenti a corte. La sua personalità appariva così naturalmente gentile e affabile. Oltre a tutto ciò egli aveva una profonda cultura con ottimi rudimenti di latino, francese, portoghese e italiano oltre che di geografia. Come molti suoi contemporanei (tra cui l'Olivares stesso) egli era un appassionato di astrologia. Si dedicò anche alla poesia traducendo dei testi di storia politica di Francesco Guicciardini che ancora oggi sono conservati in forma di manoscritto. Un suo biografo italiano lo ha definito "il microcosmo che riproduce il macrocosmo del Seicento europeo". In una recente intervista lo storico John H. Elliott, tra i massimi esperti di Filippo IV, ha parlato di lui come "uno dei più intelligenti monarchi del ramo spagnolo degli Absburgo".
Nonostante questi numerosi aspetti positivi, ancora oggi egli viene visto da molti come debole e, come la sua debolezza, una delle cause innegabili del crollo della floridezza dell'impero spagnolo. Sebbene l'ultracattolicesimo di Filippo lo portasse a criticare gli scrittori di lingua inglese, egli si sentiva piuttosto come un "pio indolente" nella sua vita privata. L'argomento religioso lo permeò soprattutto nei primi anni del suo governo quando intrattenne una fitta corrispondenza con la famosa mistica suor María di Ágreda. A dispetto di questo attaccamento, Filippo IV non si negò il lusso di qualche amante, in particolare attrici di teatro, tra le quali la più famosa fu certamente María Inés Calderón (detta "La Calderona"), dalla quale ebbe un figlio nel 1629, Juan José, che venne riconosciuto poi e cresciuto a corte come principe.

### Favoriti e periodo di Olivares (1621-1643)

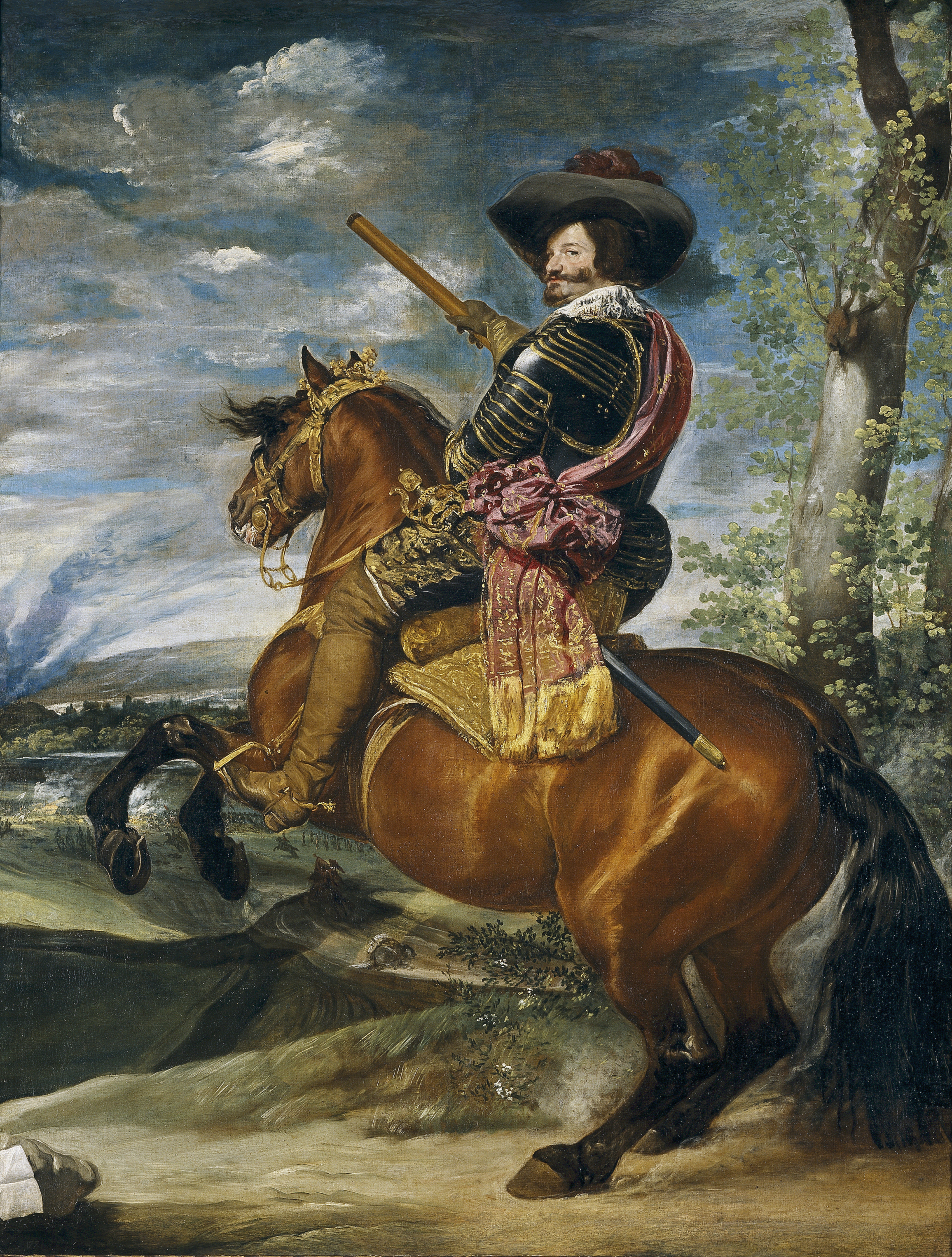
Il principale favorito e primo ministro di Filippo IV, il conte-duca di Olivares, in un ritratto di Diego Velázquez

Durante il regno del padre di Filippo, Filippo III, la corte reale era stata dominata dalla famiglia aristocratica dei Sandoval e più precisamente dal duca di Lerma, il principale tra i favoriti di Filippo III e primo ministro di Spagna per gran parte del suo regno. Filippo IV salì al potere in corrispondenza della decadenza dei Sandoval ad opera di cospirazioni di aristocratici a corte, trame guidate da don Baltasar de Zúñiga. De Zúñiga stesso iniziò a esercitare una certa influenza sul principe, introducendo poi suo nipote, Gaspar de Guzmán a sostituirlo nel ruolo, all'età di dieci anni; In un primo momento si può dire che Filippo non considerò particolarmente l'Olivares. Gaspar de Guzmán era estremamente predisposto ad ascoltare il re e per questo l'amicizia tra i due divenne presto molto forte, al punto da farlo divenire una delle persone più influenti a corte. L'Olivares divenne rapidamente il principale dei consiglieri di Filippo IV quando questi ascese al trono nel 1621 all'età di soli sedici anni, giungendo a posizioni di estrema fiducia al punto da predisporre che la firma dei documenti ad opera del re dovesse essere prima vagliata dal conte-duca. Filippo nominò l'Olivares suo confidente e primo ministro, mantenendolo in carica per i vent'anni successivi.
Soprattutto nei primi anni del suo regno Filippo veniva svegliato personalmente dall'Olivares la mattina, in modo da poter discutere a quattr'occhi i problemi del giorno oltre ai due incontri quotidiani tra i due come previsto dal protocollo. Tale abitudine andò con il tempo a declinare sin quando il re non incontrò l'Olivares appena una volta al giorno. Filippo intervenne poco nella politica della Spagna tra il 1641 e il 1642, anche se molti storici attuali lo dicono come coscienzioso nella politica di quegli anni, sebbene forse troppo incerto nel prendere decisioni. Filippo comprese che la base della stabilità di uno stato stava proprio nell'avere ottimi ministri di governo e per questo trascorreva molto tempo con loro dando personalmente le direttive amministrative. La stretta relazione tra Filippo e Olivares era dimostrata anche ai loro contemporanei nei ritratti, posti l'uno al fianco dell'altro nel Palacio del Buen Retiro, atto che pose in subbuglio le corti d'Europa del tempo. Tuttavia il rapporto tra il re e il suo primo ministro non fu sempre idilliaco, anzi i due ebbero molti scontri su diversi argomenti, frutto dei loro caratteri sostanzialmente diversi.
Inizialmente Filippo aveva scelto di mantenere la maggior parte dei funzionari statali che avevano servito il regno sotto il governo di suo padre. Sotto l'influenza però di de Zúñiga e dell'Olivares le cose cambiarono e Filippo rimosse dal suo incarico Cristóbal de Sandoval, duca di Uceda, figlio del duca di Lerma, che inizialmente era stato aiutato dal de Zúñiga a rimuovere il suo stesso padre da quella posizione per sostituirlo. Gli intenti iniziali di Filippo erano dunque quelli di far tornare la monarchia spagnola a un tono di sobrietà come era stato sotto il regno di suo nonno, scegliendo quindi anche i ministri come aveva fatto Filippo II.
Filippo in passato venne considerato "visionario" nella sua politica, ma gli storici recenti hanno trovato alcuni elementi di radicale importanza nei primi decenni del suo regno. All'inizio del XVII secolo la Spagna viveva un'atmosfera febbrile che prometteva un rafforzamento del potere della corona nel regno. Tra gli scrittori dell'epoca che catturarono maggiormente questo sentimento di Filippo e lo trasmisero al regno attraverso i loro scritti vi furono Giusto Lipsio e Giovanni Botero, che stimolarono la visione stoico-sacrificale della famiglia Asburgo come predestinata a guidare l'egemonia in Europa e nello specifico in Spagna. Invocando i valori propri della madrepatria, la politica di Filippo IV fu dunque oltremodo radicale portandolo a reagire contro la rivolta olandese del 1609 e poi a prendere parte alla guerra dei trent'anni, introducendo il sistema della junta, o piccola commissione itinerante per la Spagna, innovazione totale rispetto al tradizionale consiglio regio.
Dopo la caduta in disgrazia dell'Olivares a seguito della crisi del 1640–43, vittima degli intrighi di corte, Filippo inizialmente annunciò di voler governare in maniera autocratica senza l'ausilio di un primo ministro. Il sistema di governo della junta iniziò ad essere smantellato in favore dell'antico sistema del consiglio di stato. Lentamente ma progressivamente s'insediò nella posizione di primo ministro il nobile Luis de Haro, nipote dell'Olivares e compagno d'infanzia di Filippo stesso. De Haro era generalmente reputato come mediocre e non rappresentò un momento di spicco per il governo spagnolo. Dopo la morte di de Haro nel 1661, il cognato dell'Olivares, il duca di Medina de las Torres, divenne favorito reale al suo posto.

### Governo

#### Politica estera e guerra dei trent'anni

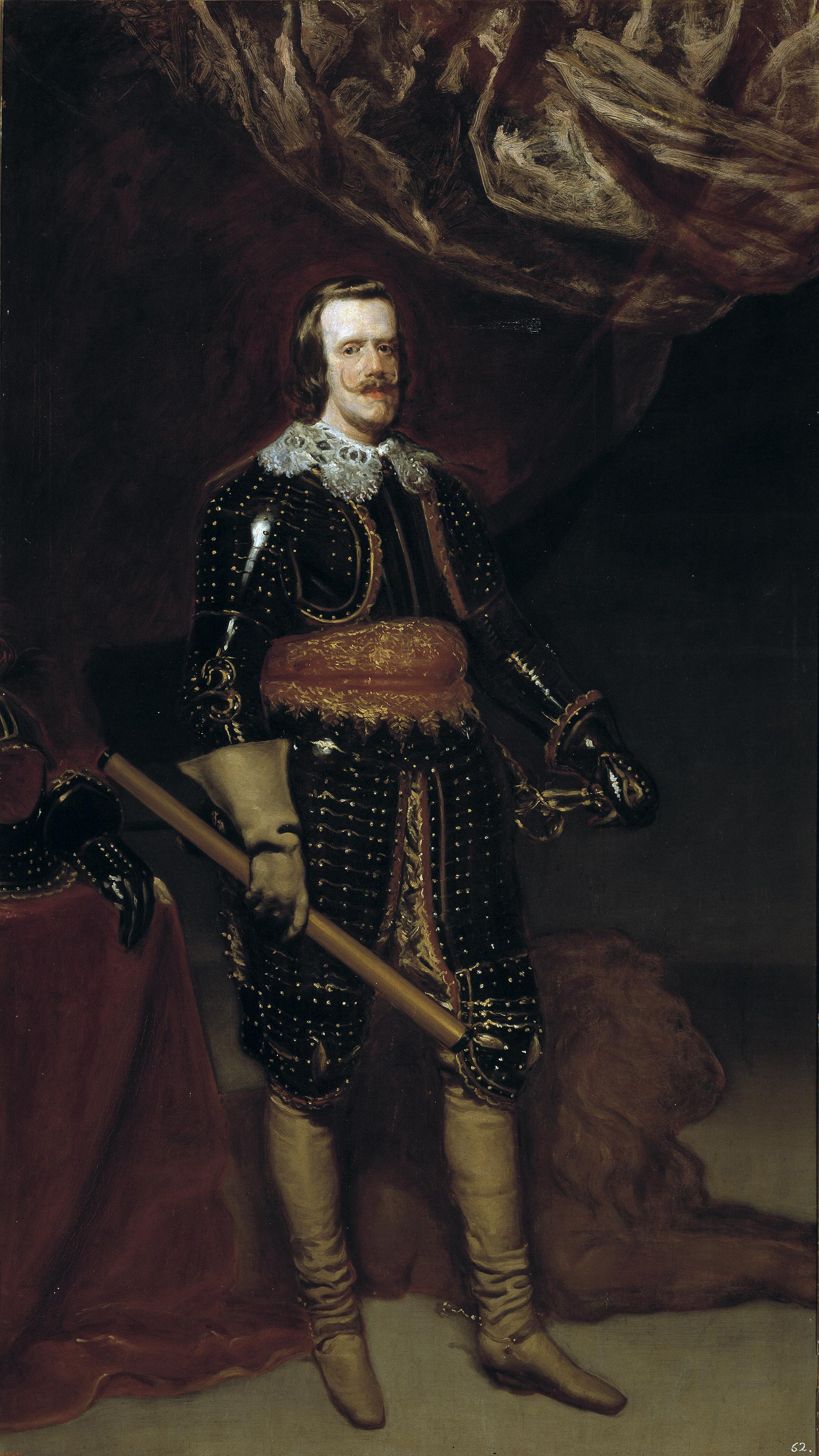
Ritratto in armatura del re di Spagna Filippo IV d'Asburgo (opera di Diego Velázquez, conservata presso il Museo del Prado)

Il regno di Filippo IV si estese in gran parte durante la guerra dei trent'anni, uno dei periodi più turbolenti della storia militare europea. Negli ultimi anni del regno di Filippo III, Baltasar de Zúñiga aveva convinto il sovrano a intervenire militarmente in Boemia e nell'Elettorato del Palatinato a fianco dell'imperatore Ferdinando II. Una volta che lo stesso Filippo IV assurse al potere, egli venne convinto dallo stesso de Zúñiga, nominato primo ministro, e dall'Olivares, a condurre una politica aggressiva al fianco del Sacro Romano Impero. Questo portò Filippo a rinnovare le ostilità contro gli olandesi nel 1621, nel tentativo di recuperare le province perdute con trattative molto favorevoli alla Spagna. Il governo di Filippo proseguì con una strategia fortemente influenzata dalla questione olandese sino al 1643. Malgrado lo spostamento della sua politica sulla materia militare, Filippo non era particolarmente bellicoso per natura, ma come egli stesso aveva notato nei suoi scritti "avendo ereditato un grande impero è inevitabile che qualche guerra lo attraversi" giungendo a lodare giustamente il popolo di Castiglia per il contributo di sangue versato alla causa nazionale.
Gli anni '20 del Seicento furono anni fruttuosi per la politica estera spagnola: la guerra contro gli olandesi procedeva bene culminando nella riconquista della città di Breda nel 1624. Sul finire del decennio il governo di Filippo dovette fronteggiare altre urgenti questioni nell'ambito delle relazioni tra Francia e Spagna per la guerra di successione di Mantova e del Monferrato (1628–31). Mentre i consiglieri di Filippo lo orientavano nelle Fiandre per salvaguardare le rotte tra Spagna e Paesi Bassi per fini commerciali, questi facevano di tutto per peggiorare le relazioni tra Luigi XIII di Francia e Filippo IV. Questo fatto si dimostrò un tragico errore, mentre fortunatamente la prontezza delle truppe spagnole riuscì a intervenire in Germania contro le truppe svedesi dell'Unione Protestante nella battaglia di Nördlingen del 1634. L'Olivares convinse Filippo che la guerra con la Francia era ormai inevitabile e lo scontro non avrebbe avuto prigionieri, ma solo vincitori e vinti.
La guerra franco-spagnola, che scoppiò dal 1635, non ebbe però le conclusioni sperate. I primi successi spagnoli non spaventarono Parigi, ma d'altro canto nemmeno dopo la sconfitta spagnola a Rocroi la Spagna si arrese, continuando a rimanere un forte nemico da battere per i francesi. Negli anni '40 del Seicento, però, nuove rivolte nei territori spagnoli del Portogallo portarono la Spagna a intervenire molto meno nel conflitto con la Francia per badare maggiormente ai problemi interni. Filippo reagì a questa situazione di pericolo abbandonando la politica incentrata sui Paesi Bassi, tagliando molti fondi all'Armata delle Fiandre e incentrando gli scontri in Catalogna, dove la popolazione locale e le tendenze indipendentiste erano fomentate dai francesi.

##### Pace di Vestfalia e i Pirenei
Poco dopo la battaglia di Rocroi, Filippo — ora obbligato a far dimettere il proprio favorito, il conte-duca di Olivares - diede disposizioni ai suoi ambasciatori di ricercare la firma di un trattato di pace. La pace di Vestfalia, condotta per merito di Luis de Haro, risolse la guerra degli ottant'anni nei Paesi Bassi e pose fine alle guerre in Germania, ma il conflitto con la Francia era ancora aperto. Filippo rispose a tono durante la Fronda francese del 1648, schiacciando definitivamente l'ultima grande insurrezione filo-francese in Catalogna nel 1651. Comunque non emerse mai una schiacciante vittoria sulla Francia e nel 1658, dopo la perdita di Dunkirk sotto le forze anglo-francesi, Filippo era ormai obbligato alla pace. La pace dei Pirenei del 1659 e il matrimonio della figlia di Filippo, Maria Teresa con il giovane re Luigi XIV di Francia furono gli elementi chiave per concludere questo periodo bellico.

##### Repubblica delle Sette Province Unite
I Paesi Bassi tornarono alla corona spagnola per mancanza di discendenza da Isabella Clara Eugenia. Terminata la tregua dei dodici anni con le Province Olandesi nel 1621, le ostilità ripresero prontamente. Gli spagnoli si mossero anche in direzione di un blocco commerciale nei confronti degli olandesi nella maggior parte dei porti europei. In terra, la guerra prese la forma di grandi assedi, come quello di Breda, piazza conquistata da Ambrogio Spinola nel 1625.
La risposta olandese si concentrò nel mare. Fu presa Recife nella costa del Brasile portoghese (Pernambuco). Nel 1628 il corsaro Piet Heyn si impossessò della flotta spagnola delle Indie.
Il cardinale-infante Ferdinando d'Asburgo, fratello del re, dopo aver incontrato il successo nella battaglia di Nördlingen (1634) contro i protestanti e gli svedesi, invase lo stesso territorio olandese (1635), in uno sforzo estremo per porre fine alla guerra. L'iniziativa non andò in porto per via dell'inizio della guerra con la Francia. Più in là, con la battaglia navale delle dune (1658), la Spagna perse la possibilità di mandare truppe di rinforzo nelle Fiandre e la situazione della monarchia nelle Province si fece insostenibile.

#### Politica interna e la crisi della monarchia

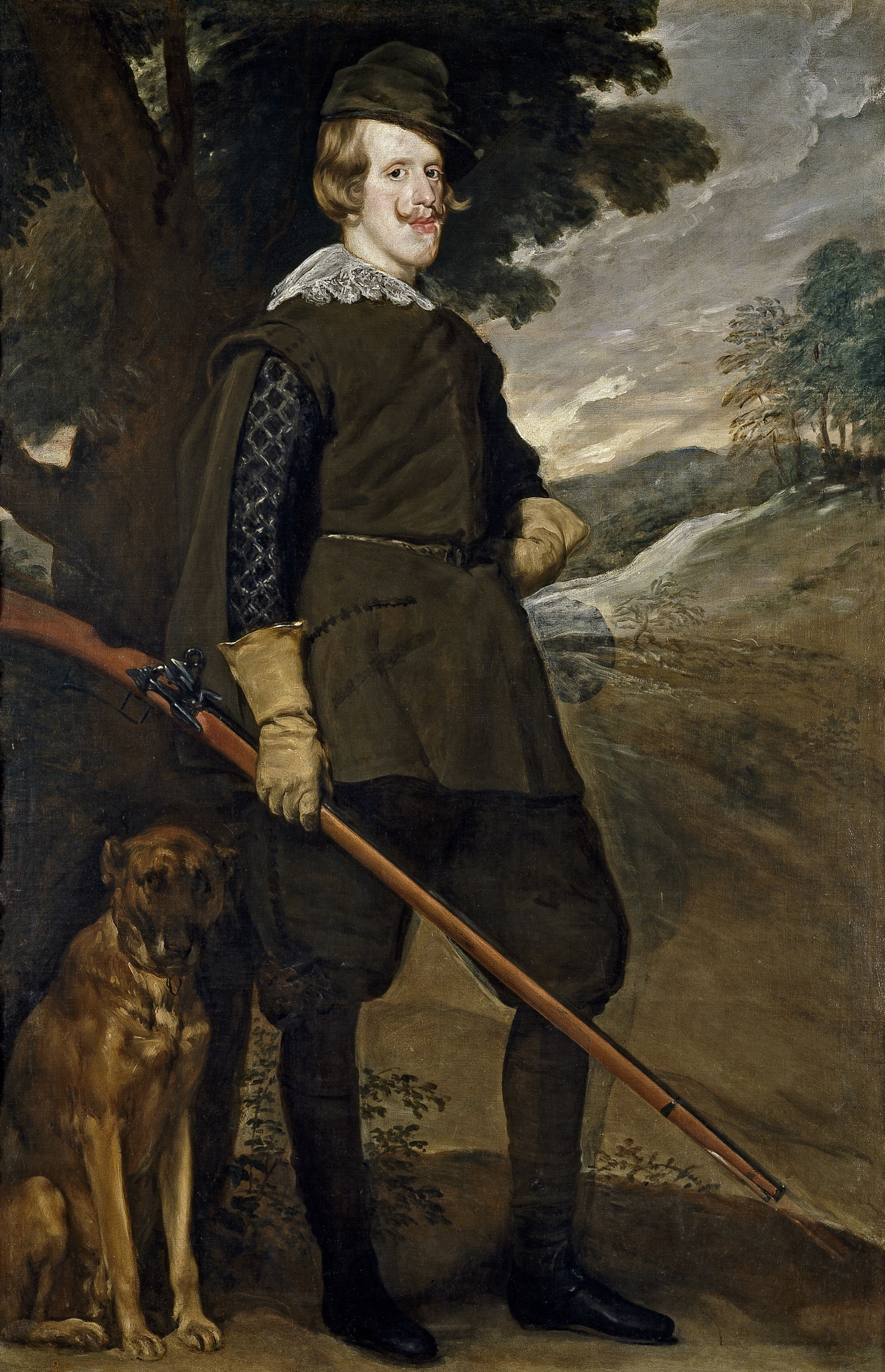
Il re di Spagna Filippo IV d'Asburgo in abiti da caccia (opera di Diego Velázquez, conservata presso il Museo del Prado)

Filippo IV aveva ereditato un grande impero da suo padre, che attraversava gran parte del mondo allora conosciuto, ma i molti cambiamenti di cui la Spagna fu testimone in quei tempi la posero in discussione di fronte ai propri domini. La Spagna del XVII secolo era nulla più di una grande collezione di possedimenti: i regni di Castiglia, Aragona, Valencia e Portogallo, le province autonome di Catalogna e Andalusia, completate dalle province più lontane di Napoli, Paesi Bassi, Milano e molti altri, tutti legati tra loro nell'unica persona di Filippo IV. Ciascuna di queste aree aveva tassazioni, privilegi e dotazioni militari differenti, il che portava a motivi di risentimento un po' ovunque, soprattutto in campo fiscale.
Filippo, frustrato inoltre dalla notoria lentezza dei consigli, focalizzò i propri sforzi con Olivares per riformare gli aspetti più caotici dell'amministrazione spagnola con la creazione delle già menzionate juntas, che però escludevano molta della nobiltà tradizionale dai posti d'influenza al governo. Desideroso di dare alla Spagna una legislazione più puritana, Filippo IV influenzò particolarmente lo sviluppo di codici ad hoc ispirati da modelli religiosi, chiudendo i postriboli in Spagna ed estendendo i decreti papali per la sobrietà dei sacerdoti a tutti gli uomini di chiesa dei suoi domini.
La vera e propria crisi scoppiò internamente nel 1640, quando Olivares intervenne in Catalogna per contrastare le sobillazioni francesi nell'area già in rivolta. Per sopprimere la sollevazione della Catalogna, infatti, il conte-duca di Olivares richiese pesanti contributi in termini economici e militari al Portogallo, fatto che, unito al preesistente malcontento contro la corona spagnola, portò allo scoppio di una rivolta indipendentista del Portogallo dal governo centrale di Madrid. Un gruppo di nobili a Lisbona, i cosiddetti Quaranta congiurati, depose ed espulse dal Portogallo la viceregina Margherita di Savoia e offrì il trono ad un esponente del casato di Braganza, acclamato sovrano con il nome di Giovanni IV del Portogallo. Tale evento pose quindi fine a sessant'anni di Unione iberica e diede inizio della guerra di restaurazione portoghese. L'anno successivo, il duca di Medina Sidonia tentò una nuova ribellione contro Filippo IV nel tentativo di riprodurre il successo dei Braganza. Anche se Filippo e il suo primo ministro furono in grado di reprimere la rivolta, il re si trovò sempre più isolato. Al suo ritorno da Saragozza, dove si era posto alla guida dell'esercito, trovò ad accoglierlo un solo nobile castigliano che lo scortò a corte ove giunse il giorno di Pasqua del 1641, il che portò a pensare che se non fosse stato ripristinato il sistema tradizionale, la nobiltà avrebbe detronizzato il re.
La soluzione di Filippo, scosso dagli eventi, fu quella di rimuovere tutti i suoi favoriti e lo stesso Olivares nel 1643 nel tentativo di trovare un compromesso con l'élite spagnola, prendendo personalmente le redini della situazione nazionale e recuperando in parte le tradizioni proprie dell'aristocrazia al governo. Egli dimostrò clemenza al duca di Medina Sidonia e la situazione iniziò naturalmente a stabilizzarsi. Ciò nonostante la ribellione catalana continuò ancora per diversi anni: nel 1652 l'esercito spagnolo riprese il controllo di Barcellona e Filippo promulgò l'amnistia per i ribelli, promettendo per il futuro maggior rispetto per le tradizioni e la cultura locali.

#### Economia
La monarchia spagnola di Filippo IV si vide minacciata da una recessione economica che afflisse l'intero continente, ma che in Spagna fu più sensibile a motivo dei costi dell'ambiziosa politica estera. Per limitarne i danni s'inasprirono le imposte, si sequestrarono i carichi di metalli preziosi provenienti dall'America, si vendettero cariche pubbliche e si manipolarono i cambi monetari.
Ogni tentativo di riequilibrare il pesantissimo carico fiscale del regno fallì soprattutto per le fortissime resistenze dei ceti elevati (che accettarono solo un'imposta straordinaria sul reddito). Filippo aveva la chiara intenzione di agire sulla moneta corrente spagnola che già aveva subito pesantissime inflazioni sotto suo padre e addirittura sotto suo nonno, ma questa continuò a salire vertiginosamente. Una parte di questo insuccesso si deve ancora una volta tributare all'azione del 1627 promossa dall'Olivares per risolvere i problemi di Filippo IV con i banchieri genovesi (che negli ultimi anni si erano dimostrati poco cooperativi con il fallimentare regno di Spagna, non sentendosi sicuri nei prestiti e negli investimenti nei confronti di una potenza ormai palesemente in decadenza), dichiarando quindi la bancarotta di stato. Quando l'Olivares riuscì a saldare i debiti con la Repubblica di Genova, il primo ministro tentò di tornare all'uso dei banchieri spagnoli per saldare i conti di stato, provvedendo inoltre a confiscare i beni di molti nobili accusati di corruzione, ma anche questo piano fu insufficiente.
Andò in porto invece una riforma dell'ordinamento bancario, riorganizzato attraverso la creazione di monti di pietà, la riduzione dei dazi interni e la creazione di un'unica banca centrale che abolì quelle precedenti.

#### Esercito

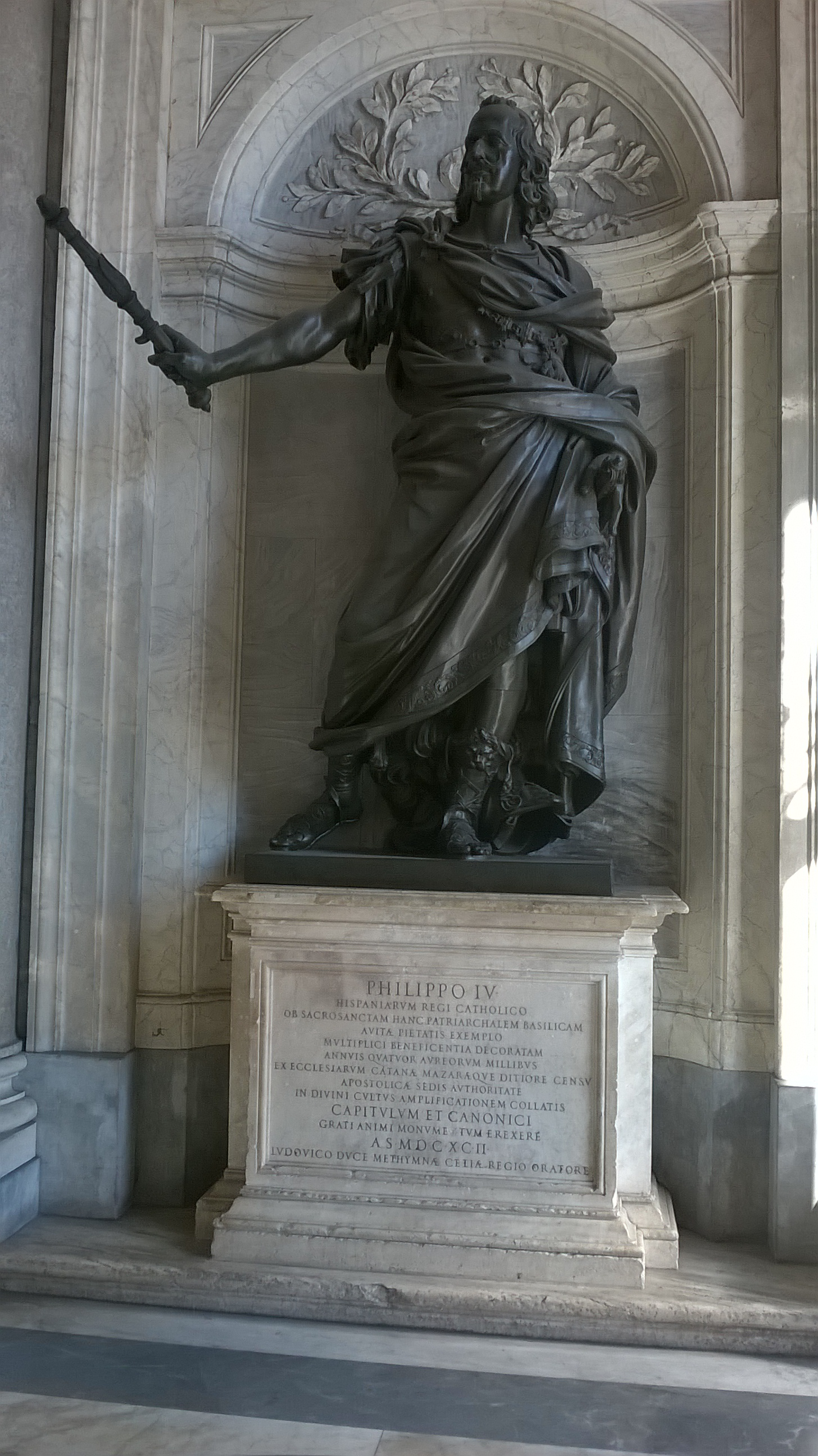
Statua di Filippo IV nel portico della basilica di Santa Maria Maggiore a Roma

Dalla fine degli anni '20 del Seicento l'esercito spagnolo non era più ormai quella grande potenza che era stato per il secolo precedente. I temibili tercios, composti da picchieri ben allenati, si dimostravano ora perlopiù difficili da muovere sul campo e fuori moda rispetto alle formazioni di moschettieri svedesi e olandesi. Filippo e il conte-duca di Olivares dunque tentarono di risolvere i problemi di debolezza dell'esercito, atto che riuscirono a concludere prima della caduta in disgrazia del primo ministro. Intenzionato a rimodernare il concetto di dovere, servizio e tradizione aristocratica, il re si dimostrò favorevole a introdurre gli alti nobili nell'esercito, ponendoli però in servizio su duri campi di battaglia come quello olandese o della guerra dei trent'anni.
I risultati non furono esattamente quelli sperati. Molti nobili, infatti, non erano disposti a ricevere un adeguato addestramento militare, ma ritenevano che il loro rango li rendesse direttamente abili al comando: per questo motivo le loro performance sul campo di battaglie decisive, come quella di Rocroi, lasciarono molto a desiderare.
Filippo divenne noto anche per il suo grande interesse nell'armada spagnola (la marina). Poco dopo essere salito al trono, egli iniziò a ingrandire le dimensioni della flotta del suo regno, raddoppiando in poco tempo i fondi disponibili per la marina e poi giungendo a triplicarli. Egli istituì anche la Junta de Armadas ovvero un comitato specifico che sopravvisse poi anche alla caduta dell'Olivares e che fu un elemento importante di rinnovamento nel campo della marineria spagnola seicentesca. Anche dopo la disastrosa battaglia delle Dune, Filippo rimase fermamente interessato alla sua marina, portando spesso numerose questioni all'attenzione dei suoi ministri in materia. Nel 1646, de Haro venne personalmente coinvolto nel trovare ed equipaggiare la flotta dell'Atlantico a Cadice, in quanto il re riteneva essenziale operare sia per mare sia per terra al fine di assicurarsi tutte le possibilità di vittoria possibili. Dopo la pace del 1648, Filippo comprese come la sua politica a favore della marina si era infine dimostrata vincente con la crisi della flotta olandese dopo gli scontri, oltre a provvedere un valido aiuto contro le invasioni delle marine inglese e francese.

### Patrono delle arti

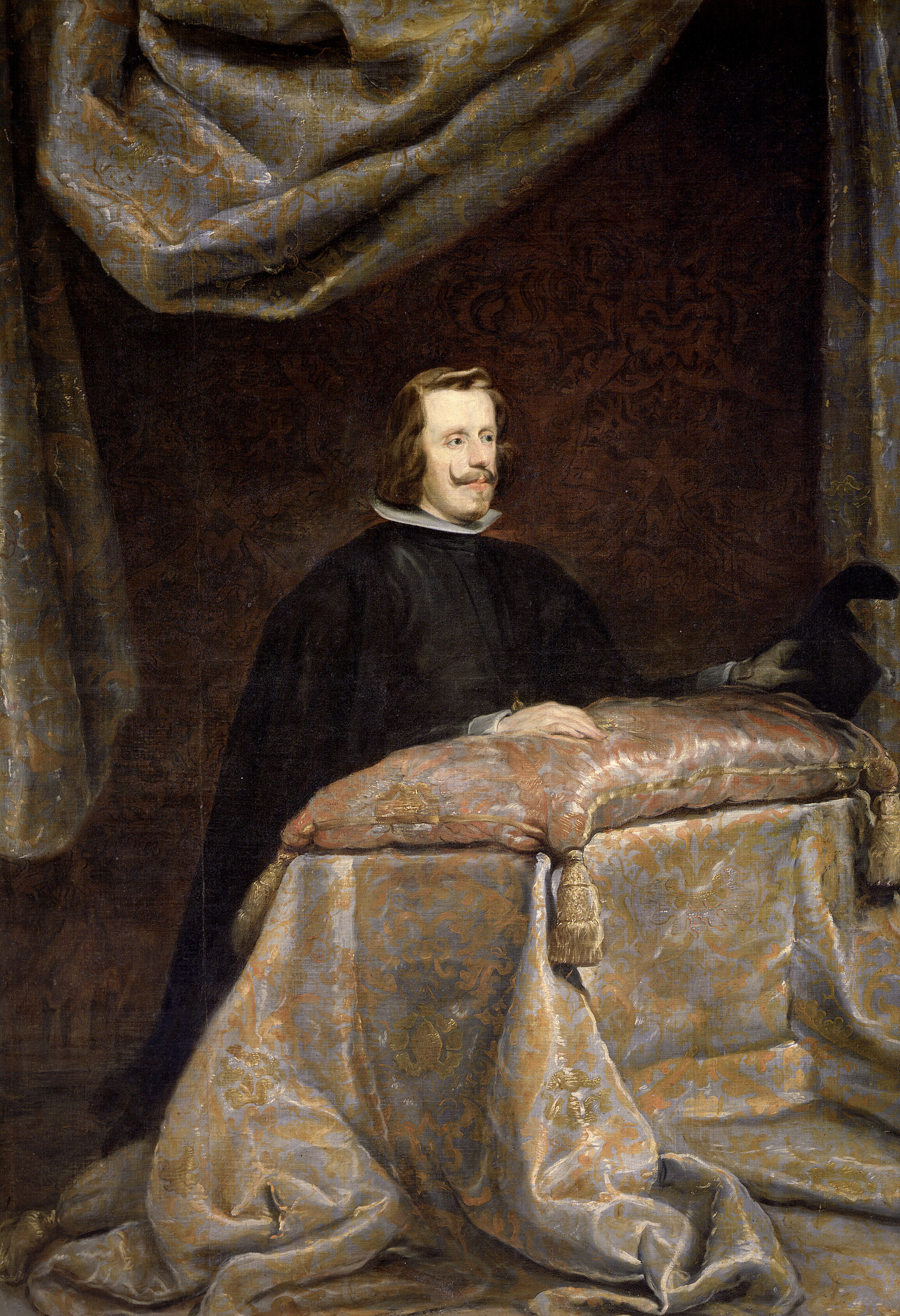
Il re di Spagna Filippo IV d'Asburgo in preghiera (opera di Diego Velázquez, conservata presso il Museo del Prado)

Filippo viene ricordato da molti come un entusiasta collezionista d'arte e per il suo amore per il teatro. Sul palcoscenico, egli favorì Lope de Vega, Pedro Calderón de la Barca e altri distinti drammaturghi. Filippo fu anche un applaudito commediografo. Il teatro di corte utilizzava una prospettiva scenica d'ultima generazione proveniente dall'Italia e non in uso per il teatro commerciale dell'epoca (molti scrittori legarono l'illusione di questo teatro barocco con l'illusione del potere del re).
Artisticamente Filippo divenne famoso per essere stato il principale patrono del suo pittore di corte, Diego Velázquez. Velázquez era originario di Siviglia e attraverso contatti a corte si era fatto notare dall'Olivares, il quale proveniva inoltre dalla sua stessa regione. Egli venne convocato dal re a Madrid nel 1624 ove rimase per il resto della sua vita. Nonostante la gelosia di molti altri pittori a corte, Velázquez addivenne rapidamente al successo e celebrò la figura di Filippo con molti ritratti. Il re e Velázquez avevano interessi comuni anche nei cavalli e nei cani in pittura, il che li portava spesso ad avere lunghe discussioni sul tema. Filippo negli anni fu mecenate anche di altri pittori minori come Eugenio Caxés, Vicente Carducho, Gonzales e Nardi; inoltre acquistò molti quadri in tutta Europa, raggiungendo alla sua morte la ragguardevole cifra di 4.000 dipinti.
Filippo era soprannominato anche el Rey Planeta, il "Re Pianeta", dai suoi contemporanei in gran parte per la sua grande collezione pittorica che a corte mostrava tutto il suo potere e tutta la sua autorità, sia nei confronti degli spagnoli sia nei confronti degli stranieri. Da un lato questa passione per la pittura e per le opere di pregio mostrava un'immagine della Spagna sempre al culmine del suo splendore e dall'altra i piccoli successi militari spagnoli venivano ingigantiti da una tradizione pittorica celebrativa sproporzionata. Molti artisti dell'area dei Paesi Bassi ma filo-spagnoli come Vrancx, Snaeyers, Molenaer e de Hondt, si dedicarono alla celebrazione dell'Armata delle Fiandre e delle sue imprese in quegli anni. L'Assedio di Breda, uno dei temi di una delle opere più significative di Velázquez, portò alla realizzazione anche di molte opere teatrali e scritti sul tema.
Il re di Spagna investì anche molto capitale nel rituale di corte e nella realizzazione di nuovi palazzi per mostrare la potenza del monarca. Sempre attraverso la supervisione dell'Olivares, Filippo iniziò la costruzione del Palacio del Buen Retiro a Madrid, parte del quale ospita oggi il Museo del Prado. Il progetto iniziò con forme modeste nel 1631, per poi concludersi con picchi di autentica magnificenza come la "Sala dei Troni", completata nel 1635. Il palazzo include al proprio interno un teatro, molte sale da ballo, gallerie, giardini e laghi artificiali nell'area del parco, divenendo ben presto un centro importante per artisti e letterati da tutta l'Europa. La dimora fu costruita in uno dei momenti più critici del governo di Filippo IV e, proprio a causa del suo eccessivo costo che ricadeva sull'erario, essa fu particolarmente odiata.. E ancora, il 27 marzo 1624, con l'appoggio del papa Innocenzo XII fondò l'Università di San Francisco Xavier, la più antica della Bolivia. Il 5 settembre 1620 fondò, inoltre, come Real y Pontificia Universidad de San Gregorio Magno l'Universidad Central del Ecuador, la più antica università dell'Ecuador.

## Famiglia

### Fratelli
- Anna d'Austria (1601 - 1666), moglie di Luigi XIII, regina di Francia;
- Ferdinando, governatore dei Paesi Bassi spagnoli;
- Maria Anna di Spagna (1606 - 1646), imperatrice del Sacro Romano Impero sposando suo cugino, l'imperatore Ferdinando III d'Asburgo;
- Carlo di Spagna (1607 - 1632).

### Legittima
Da Elisabetta di Francia, figlia di Enrico IV di Francia) e sposata nel 1615 a Burgos, ebbe sette figli, oltre a tre nati morti: 
- Maria Margherita (14 agosto 1621 - 15 agosto 1621), sepolta nel El Escorial;
- Margherita Maria Caterina (25 novembre 1623 - 22 dicembre 1623), sepolta nel El Escorial;
- Figlia nata morta (16 novembre 1626);
- Maria Eugenia (21 novembre 1625 - 21 agosto 1627), sepolta nel El Escorial;
- Isabella Maria Teresa (31 ottobre 1627 - 1º novembre 1627), sepolta nel El Escorial;
- Baltasar Carlos, principe delle Asturie (17 ottobre 1629 - 9 ottobre 1646);
- Maria Anna Antonia (17 gennaio 1636 - 5 dicembre 1636), detta "Marianna". Sepolta nel El Escorial;
- Maria Teresa (1638 - 1683), regina consorte di Francia come moglie di Luigi XIV di Francia.
- Figlia nata morta (1640);
- Figlio nato morto (1644).

Con Maria Anna d'Austria, nipote di Filippo IV poiché figlia di sua sorella Maria Anna di Spagna, sposata nel 1649, ebbe cinque figli: 
- Margherita Teresa di Spagna (21 luglio 1651 - 12 marzo 1673) sposò nel 1666 il cugino Leopoldo I d'Asburgo;
- Maria Ambrosia de la Concepción Enrichetta Teresa (7 dicembre 1655 - 21 dicembre 1655);
- Filippo Prospero, principe delle Asturie (28 novembre 1657 - 1º novembre 1661);
- Ferdinando Tommaso (23 dicembre 1658 - 22 ottobre 1659);
- Carlo II di Spagna (1661-1700), re di Spagna, sposato due volte, senza discendenza.

### Illegittima
Ebbe inoltre diversi figli illegittimi, di cui otto noti: 
- Ferdinando Francesco Isidoro d'Austria (15 maggio 1626 - 12 marzo 1634) - da Maria Manrique, figlia del marchese di Charela. Legittimato postumo e sepolto all'Escorial;
- Giovanni Giuseppe d'Austria (7 aprile 1629 – 17 settembre 1679) - da Maria Calderon. Legittimato nel 1642, fu uno dei tutori del fratellastro Carlo II;
- Alonso Enríquez de Santo Tomás (1631 - 1692), mai legittimato, vescovo di Malaga;
- Alonso Antonio di San Martin (1636-1705), mai legittimato, vescovo di Oviedo e di Cuenca;
- Ferdinando Valdés (1638-1702), mai legittimato, governatore di Novara;
- Carlo Ferdinando di Austria-Manrique (1639 - 1696) - da Maria Manrique. Mai legittimato, si sposò ed ebbe una figlia;
- Giovanni Cossio (1640-1701), mai legittimato, monaco agostiniano.
- Anna Margherita d'Austria (1641-1699), mai legittimata, priora del Monastero Reale di La Encarnación;

## Ascendenza
|                             |                        |                           | Genitori                 |  |  | Nonni |  |  | Bisnonni          |  |  | Trisnonni           |  |
|                             |                        |                           |                          |  |  |       |  |  | Carlo V d'Asburgo |  |  | Filippo I d'Asburgo |  |
|                             |                        |                           |                          |  |  |       |  |  | Carlo V d'Asburgo |  |  | Filippo I d'Asburgo |  |
|                             |                        | Giovanna di Castiglia     |                          |  |  |       |  |  | Carlo V d'Asburgo |  |  |                     |  |
| Filippo II di Spagna        |                        |                           |                          |  |  |       |  |  | Carlo V d'Asburgo |  |  |                     |  |
|                             |                        | Isabella del Portogallo   | Manuele I del Portogallo |  |  |       |  |  |                   |  |  |                     |  |
|                             |                        | Isabella del Portogallo   | Manuele I del Portogallo |  |  |       |  |  |                   |  |  |                     |  |
|                             |                        | Isabella del Portogallo   | Maria d'Aragona          |  |  |       |  |  |                   |  |  |                     |  |
| Filippo III di Spagna       |                        | Isabella del Portogallo   |                          |  |  |       |  |  |                   |  |  |                     |  |
|                             |                        | Massimiliano II d'Asburgo | Ferdinando I d'Asburgo   |  |  |       |  |  |                   |  |  |                     |  |
|                             |                        | Massimiliano II d'Asburgo | Ferdinando I d'Asburgo   |  |  |       |  |  |                   |  |  |                     |  |
|                             |                        | Massimiliano II d'Asburgo | Anna Jagellone           |  |  |       |  |  |                   |  |  |                     |  |
| Anna d'Austria              |                        | Massimiliano II d'Asburgo |                          |  |  |       |  |  |                   |  |  |                     |  |
|                             |                        | Maria di Spagna           | Carlo V d'Asburgo        |  |  |       |  |  |                   |  |  |                     |  |
|                             |                        | Maria di Spagna           | Carlo V d'Asburgo        |  |  |       |  |  |                   |  |  |                     |  |
|                             |                        | Maria di Spagna           | Isabella del Portogallo  |  |  |       |  |  |                   |  |  |                     |  |
| Filippo IV di Spagna        |                        | Maria di Spagna           |                          |  |  |       |  |  |                   |  |  |                     |  |
|                             | Ferdinando I d'Asburgo | Filippo I d'Asburgo       |                          |  |  |       |  |  |                   |  |  |                     |  |
|                             | Ferdinando I d'Asburgo | Filippo I d'Asburgo       |                          |  |  |       |  |  |                   |  |  |                     |  |
|                             | Ferdinando I d'Asburgo | Giovanna di Castiglia     |                          |  |  |       |  |  |                   |  |  |                     |  |
| Carlo II d'Austria          | Ferdinando I d'Asburgo |                           |                          |  |  |       |  |  |                   |  |  |                     |  |
|                             |                        | Anna Jagellone            | Ladislao II d'Ungheria   |  |  |       |  |  |                   |  |  |                     |  |
|                             |                        | Anna Jagellone            | Ladislao II d'Ungheria   |  |  |       |  |  |                   |  |  |                     |  |
|                             |                        | Anna Jagellone            | Anna di Foix-Candale     |  |  |       |  |  |                   |  |  |                     |  |
| Margherita d'Austria-Stiria |                        | Anna Jagellone            |                          |  |  |       |  |  |                   |  |  |                     |  |
|                             |                        | Alberto V di Baviera      | Guglielmo IV di Baviera  |  |  |       |  |  |                   |  |  |                     |  |
|                             |                        | Alberto V di Baviera      | Guglielmo IV di Baviera  |  |  |       |  |  |                   |  |  |                     |  |
|                             |                        | Alberto V di Baviera      | Maria Giacomina di Baden |  |  |       |  |  |                   |  |  |                     |  |
| Maria Anna di Baviera       |                        | Alberto V di Baviera      |                          |  |  |       |  |  |                   |  |  |                     |  |
|                             |                        | Anna d'Austria            | Ferdinando I d'Asburgo   |  |  |       |  |  |                   |  |  |                     |  |
|                             |                        | Anna d'Austria            | Ferdinando I d'Asburgo   |  |  |       |  |  |                   |  |  |                     |  |
|                             |                        | Anna d'Austria            | Anna Jagellone           |  |  |       |  |  |                   |  |  |                     |  |
|                             |                        | Anna d'Austria            |                          |  |  |       |  |  |                   |  |  |                     |  |

## Titoli e trattamento
- 8 aprile 1605 – 31 marzo 1621 Sua altezza reale l'infante Filippo
- 31 marzo 1621 – 17 settembre 1665 Sua maestà cattolica il re Filippo IV
- Principe ereditario: 8 aprile 1605 - 31 marzo 1621
  - Girona
  - Principe delle Asturie
  - Portogallo
- Re di Castiglia come Filippo IV: 31 marzo 1621 - 17 settembre 1665
  - Re di Castiglia, di León, di Granada, di Toledo, di Galizia, di Siviglia, di Cordova, di Murcia, di Jaen, delle Algarves, di Algeciras, di Gibilterra, delle isole Canarie, delle Indie, il isole e terraferma del Mare Oceano.[65] Signore di Molina.
  - Re di Navarra.
  - Signore di Vizcaya.
- Re d'Aragona come Filippo III: 31 marzo 1621 - 17 settembre 1665
  - Re delle Due Sicilie.
    - Re di Napoli, di Gerusalemme.
    - Re di Sicilia. Duca di Atene, di Neopatria.

  - Re di Valencia.
  - Re di Maiorca.
  - Re di Sardegna, della Corsica. Margravio di Oristano. Conte di Goceano.
  - Conte di Barcellona, di Rossiglione, di Cerdanya.
- Re del Portogallo come Filippo III: 31 marzo 1621 - 17 settembre 1665[66]
  - Re del Portogallo e dell'Algarve, di entrambi i lati del mare in Africa, Signore della Guinea e della Conquista, Navigazione e Commercio di Etiopia, Arabia, Persia e India, eccetera
- Titoli patrimoniali: 31 marzo 1621 - 17 settembre 1665
  - Duca di Milano.
  - Arciduca d'Austria.
  - Conte d'Asburgo, del Tirolo.
  - Re d'Ungheria, Dalmazia, Croazia.
  - Principe di Svevia.
  - Signore dello Stato dei Presidi.
- Titoli borgognoni: 31 marzo 1621 - 17 settembre 1665
  - Signore dei Paesi Bassi.
    - Duca di Brabante, duca di Limburgo, duca del Lussemburgo, di Gheldria. Conte delle Fiandre, di Artois, di Hainaut, d'Olanda, di Zelanda, marchese di Namur, conte di Zutphen. Margravio del Sacro Romano Impero. Signore di Frisia, Salins, Mechelen, i paesi, le città e le terre di Utrecht, Overyssel, Groningen.

  - Conte palatino di Borgogna.
  - Conte di Charolais.
  - Duca di Borgogna.
- Dominatore in Asia e Africa.